# گوانگ‌دونگ ۲۱۸۵
سیارک ۲۱۸۵ (به انگلیسی: 2185 Guangdong، نامگذاری:1965WO) دو هزار و صد و هشتاد و پنجمین سیارک کشف شده‌است که در ۲۰ نوامبر ۱۹۶۵ کشف شد.
قدر مطلق سیارک برابر ۱۱٫۳۰ است.